# لوک مورفی
لوک مورفی (انگلیسی: Luke Murphy؛ زادهٔ ۲۱ اکتبر ۱۹۸۹) یک بازیکن فوتبال است.